# ليتل ميكس
ليتل ميكس (بالإنجليزية: Little Mix)؛ والمعروفة مُسْبقاً باسم ريثميكس (بالإنجليزية: Rhythmix) هي فرقة فتيات بريطانية، تشكلت في الموّسم الثامن من برنامج اكتشاف المواهب ذا إكس فاكتور النسخة البريطانية، وهي فرقة الفتيات الموسيقية الأولى والوحيدة التي تفوز بالبرنامج. بعد فوزهن وقعن عقدًا مع شركة سايكو للتسجيلات الخاصة بسايمون كاول وأصدروا نسخة غلاف لأغنية "Cannonball" لداميان رايس باعتبارها أغنية الفوز. وسرعان ما أصبحت واحدة من أنجح الفرق النسائية حاليًا وحققت نجاحًا كبيرًا في المملكة المتحدة.
بعد أن تمكنت الفرقة من الفوز بلقب ذا اكس فاكتور أصدرت أول ألبوماتها المسمى حمض نووي DNA، والذي حقق نجاحاً جيداً حيث دخل في المراكز العشرة الأولى في عشرة بلدان منها المملكة المتحدة والولايات المتحدة، مما جعلهن أول فرقة فتيات تصل إلى قائمة أفضل 5 أغاني في الولايات المتحدة مع ألبومهم الأول منذ دانتي كين. حيث وصل ألبومهم للمركز الرابع في البيلبورد 200 كاسراً الرقم القياسي الذي تحقق سابقا من قبل فرقة سبايس جيرلز. في نوفمبر 2015، صدر ألبومهم الثالث جيت ويرد Get away، وهو ألبومهم الذي جلب لهم شهرة كبيرة. حيث كان ألبومهم الأكثر مبيعا وقتها. وتضمن أغنية «سحر أسود» التي تصدرت سباق الأغاني البريطانية كما رُشحت لجائزتين بريت في عام 2016. صدر ألبومهم الرابع أيام المجد Glory days، والذي أصبح أول ألبوم للفتيات يحتل المركز الأول في المملكة المتحدة، وحطمت الفرقة الرقم القياسي حيث قضي الألبوم خمسة أسابيع في المركز الأول متجاوزاً أي ألبوم آخر صدر من قبل فرقة فتيات خلال العشرين سنة الماضية مُنذ ألبوم سبايس سبايس جيرلز الأول. وأصبحت أول أغنية من الألبوم «شاوت أوت تو ماي إكس» Shout out to my ex رابع أغنية للفرقة تصل إلى المركز الأول في المملكة المتحدة.
حصلت الفرقة علي جائزة أفضل أغنية بريطانية في حفل توزيع جوائز بريت عام 2017 لأغنية «شوت أوت تو ماي إكس»، كما حصلوا علي العديد من الجوائز الأخري خلال حياتهم المهنيّة، منها اثنين من جوائز إم تي في الموسيقى الأوروبية، وثلاثة من جوائز اختيار المراهقين واثنين من جوائز جلامور. وبحلول أكتوبر 2016، حققت الفرقة خمسة ألبومات صُنفت كبلاتينية في المملكة المتحدة. مع خمسة أغانٍ منفردة في المركز الأول وأعلى نسبة مبيعات لألبوم فرقة فتيات خلال الأسبوع الأول في المملكة المتحدة مُنذ فرقة سبايس جيرلز، ليتل ميكس هم واحدة من أنجح الفرق النسائية في الثقافة الشعبية البريطانية المعاصرة: ظهرت الفرقة على قائمة ديبريت 2017 من أكثر الناس نفوذاً وتأثيراً في بريطانيا. باعت الفتيات خلال مسيرتهن الفنية أكثر من 59 مليون تسجيلا في جميع أنحاء العالم، ليصبحن واحدة من فرق الفتيات الأكثر مبيعا علي مر العصور.

## التاريخ

### 2011: التكوين وذا إكس فاكتور
أدّت أعضوات الفرقة بشكل فردي بالنسخة البريطانية في الموسم الثامن من برنامج اكتشاف المواهب الشهير ذا إكس فاكتور، لكن لم ينجح أيّ منهنّ خلال مرحلة البوت كامب، وعلى الرغم من ذلك، قررت لجنة التّحكيم منحهن فرصة أخرى ليكونوا ضمن فئة «المجموعات»، حيث تمّ تقسيمهن إلي مجموعتين فأصبحت كل من بيري إدواردز وجيسي نيلسون في فرقة من أربع فتيات أطلقن على أنفسهن اسم "Faux Pas"، وجايد ثيروال ولي ان بينوك في فرقة من ثلاث فتيات آخريات "Orion". فشل كلاهما في التأهل للمرحلة التالية. حتّى أن توصلت كيلي رولاند إلى فكرة وضع الأربعة فتيات معاً، ووجدت أنهن سيكونون أفضل علي هذا النحو. وبعدها صدر قرار لجنة التّحكيم بأن تستدعي عضوين من كل فريق لتكوين فِرقة جديدة، وأما البقيّة فتم إخراجهم. وانتقلت الفتيات مع بعضهن إلى منازل الحُكّام حيث قاموا بأدائهم الأول سويًا لأغنية «بيج جيرلز دونت كراي» امام توليسا وجيسي جي.
تأهلت الفرقة لمرحلة العروض الحية بقيادة توليسا كونتوستافلوس التي اختيرت لتشرف علي فئة المجموعات. وخلال العرض الحي الأول في أكتوبر، أدّت الفرقة أغنية «سوبر باس» من قبل مغنية الراب الأمريكية نيكي ميناج. وقد حاز أدائهنَّ علي إعجاب لجنة التّحكيم، بوصف غاري بارلو لهن بأنهم أفضل فرقة فتيات توجد علي ذا إكس فاكتور. في وقت لاحق من ذلك الشهر، أعلنت الفرقة أنّها سوف تغير اسمها بعد نزاع مع منظمة خيرية للأطفال تحت نفس الاسم «ريثميكس» بعد أن حاول البرنامج وضع علامة تجارية علي «ريثميكس». قال المتحدّث الرّسمي للبرنامج: «بناءً على طلب من جمعية ريثميكس الخيرية، قرر أعضاء فرقة الفتيات ريثميكس تغيير اسمهم، وهذا القرار يحظى بدعم سيكو وTalkback Thames». قررت الفرقة إجراء التغيير، دون أي مطلب قانوني للقيام بذلك لتجنب أي صعوبات للمؤسسة الخيرية. وفي 28 أكتوبر، أعلن أن الاسم الجديد للفرقة سوف يكون «ليتل ميكس».
بحلول 20 نوفمبر، أصبحت فرقة ليتل ميكس أول فرقة فتيات في الثماني سنوات الماضية من تاريخ ذا إكس فاكتور النسخة البريطانية لتخطي العرض السابع، كانت أطول الفرق النسائية التي صمدت هي ذا كونواي سيسترز في الموسم 2، وهوب في الموسم 4، حيث استمر كلاهما حتّى الأسبوع السابع فقط. خلال المراحل المتبقية تلقت الفرقة ردود فعل إيجابية. في المرحلة نصف النهائية من العرض أدّت الفتيات أغنية «يو كيب هانجين اون» من قبل سوبريمز لكن تلقي الأداء ملاحظات سلبية من لجنة التّحكيم، وكيلي رولاند قائلةً أنها رأت لهم أداء صوتي أفضل من ذلك. وكان أدائهم الثاني لأغنية بيونسي «اف أي وير ابوي» الذي حاز علي إعجاب لجنة التّحكيم، ولويس والش قائلاً لهم أن لديهم إمكانيات مذهلة وأنهم سيصبحوا أكبر فرقة فتيات تالية. تأهلت الفرقة إلى العروض الحية النهائية جنباً إلى جنب مع ماركوس كولينز وأميليا ليلي بعد التصويت العام. وبذلك أصبحن أول فرقة فتيات في تاريخ ذا إكس فاكتور للتأهل إلى العرض الحي الأخير.
تمكنوا في النهاية من الفوز على ماركوس كولينز، وتم الإعلان عن ليتل ميكس كالفائزين، مما جعلهن أول فرقة من فئة «المجموعات» تفوز في النسخة البريطانية من البرنامج. وثاني فرقة (من أصل ثلاث) في جميع أنحاء العالم (بعد فوز فريق راندوم في النسخة الأسترالية  ولاحقًا فريق أليكس وسيرا في النسخة الأمريكية). وصنع ليتل ميكس التاريخ حيثُ أصبحوا أول فرقة فتيات وحتّى الآن، فرقة الفتيات الوحيدة للفوز في ذا إكس فاكتور. أغنيتهم للفوز كانت نسخة غلاف لأغنية "Cannonball" لداميان رايس. صدرت الأغنية علي أسطوانة منفردة في 14 ديسمبر 2011. واجتازت الأغنية قمة تصنيف الأغاني المنفردة المملكة المتحدة في 18 ديسمبر.

## روابط خارجية
- ليتل ميكس على موقع IMDb (الإنجليزية)
- ليتل ميكس على موقع ميوزك برينز (الإنجليزية)
- ليتل ميكس على موقع أول ميوزيك (الإنجليزية)
- ليتل ميكس على موقع ديسكوغز (الإنجليزية)
- ليتل ميكس على موقع كينوبويسك (الروسية)